# Analogía (derecho)
La analogía es un principio de interpretación del derecho. Se sustenta en la semejanza que debe existir entre el caso previsto, y el no previsto, evitando así la diferencia radical entre ambos. Es por esto que es un método por el que una norma jurídica se extiende, por identidad de razón, a casos no comprendidos en ella.

## Consecuencias de la analogía[2]
Se ha entendido que esta restricción a la aplicación de sanciones penales por analogía, proviene del principio Nullum crimen, nulla poena sine praevia lege. Esto implica que la prohibición de analogía busca dotar de certeza jurídica a los ciudadanos ante el poder penal del Estado. 
El principio de legalidad penal contendría cuatro prohibiciones clásicas: 
1. Lex scripta, se necesita una ley que sea escrita que describa el delito a punir y su punición,
2. Lex praevia, que la ley que se escriba no sea retroactiva al hecho mismo,
3. Lex certa, que la ley sea precisa en su lenguaje descriptivo con relación a la construcción del tipo en cada artículo y precisa en el lenguaje normativo de las consecuencias que impone cada artículo
4. Lex stricta, que no se admita la analogía contra legem.[3]

## Regulación por países

### Chile
Constitución Política de la República: 

Artículo 19° n.º 3° inc. 7°: “Ningún delito se castigará con otra pena que la que señale una ley expresamente promulgada con anterioridad a su perpetración, a menos que una nueva ley favorezca al afectado” 

Artículo 19° n.º 3° inc. 8°: “Ninguna ley podrá establecer penas sin que la conducta que se sanciona esté expresamente descrita en ella”.

### Guatemala
Guatemala, en materia penal, prohíbe la analogía en el artículo 7 de su Código Penal, que establece: 

Por analogía, los jueces no podrán crear figuras delicitivas ni aplicar sanciones.

Pero en otras ramas del Derecho sí se puede aplicar la analogía como lo establece el artículo 10 de la Ley del Organismo Judicial de comete esta c) de dicho país.

### México
En materia penal, especialmente en los países herederos de la tradición jurídica del llamado "Derecho Continental" se entiende prohibida la aplicación de sanciones penales a través de la interpretación por analogía. Así la Constitución Política de los Estados Unidos Mexicanos señala en el tercer párrafo de su artículo 14 que: "En los juicios del orden criminal queda prohibido imponer, por simple analogía, y aún por mayoría de razón, pena alguna que no esté decretada por una ley exactamente aplicable al delito de que se trata."

### Reino Unido
En la familia jurídica del Common Law y, especialmente, en el Reino Unido, la prohibición de la analogía es menos estricta. Si bien es cierto que se puede extraer de su jurisprudencia una tendencia clara en contra de la creación de nuevos tipos penales o la ampliación de los ya existentes, en el Derecho inglés no se exige que las sanciones penales estén previamente escritas.